# Liste der Bodendenkmäler in Raesfeld
Die Liste der Bodendenkmäler in Raesfeld enthält die denkmalgeschützten unterirdischen baulichen Anlagen, Reste oberirdischer baulicher Anlagen, Zeugnisse tierischen und pflanzlichen Lebens und paläontologischen Reste auf dem Gebiet der Gemeinde Raesfeld im Kreis Borken in Nordrhein-Westfalen (Stand: September 2020). Diese Bodendenkmäler sind in Teil B der Denkmalliste der Gemeinde Raesfeld eingetragen; Grundlage für die Aufnahme ist das Denkmalschutzgesetz Nordrhein-Westfalen (DSchG NRW).
| Bild      | Bezeichnung                      | Lage                     | Beschreibung | Bauzeit | Eingetragen seit | Denkmal- nummer |
| --------- | -------------------------------- | ------------------------ | ------------ | ------- | ---------------- | --------------- |
|           | Burgwallanlage „Kretier“         | Büskerhook               |              |         | 19.11.1990       | 1               |
|           | Burgwallanlage „Kretier“         | Büskerhook               |              |         | 19.11.1990       | 2               |
|           | Gräftenanlage „Pastors Pölleken“ | Am Pölleken              |              |         | 19.11.1990       | 3               |
|           | Zwei Grabhügel                   | Hatkamp/Dorstener Straße |              |         | 19.11.1990       | 4+5             |
|           | Grabhügel                        | Werlo/Markenweg          |              |         | 19.11.1990       | 6               |
| Grabhügel | Grabhügel                        | Werlo                    |              |         | 13.12.1990       | 7               |
|           | Drei Grabhügel                   | Rhader Straße/Markenweg  |              |         | 20.12.1990       | 8, 9, 10        |
|           | Grabhügel                        | Rhader Straße/Markenweg  |              |         | 20.12.1990       | 11              |
|           | Zwei Grabhügel                   | Werlo/Uhlengatt          |              |         | 20.12.1990       | 12+13           |
|           | Grabhügel                        | Werlo                    |              |         | 21.12.1990       | 14              |